# Rozewerf
Rozewerf, ook wel als Roze Werf, Rozenwerf of Rozen Werf gespeld, is een buurtschap in de gemeente Waterland, in de Nederlandse provincie Noord-Holland. Het is een van de buurtschappen die de leef- en- woongemeenschap van het voormalig eiland Marken vormen. Rozewerf is gelegen net ten zuiden van Grotewerf. 
Rozewerf is van oorsprong een terp, dat een werf wordt genoemd. Deze terp is niet vernoemd naar de kleur maar meer dan waarschijnlijk naar de persoon of familie Roos of Rozen, die de eigenaar of aanlegger is geweest van de werf. Net als de andere ten noorden van Rozewerf gelegen werven stammen de meeste huizen uit de 18e en 19e eeuw. In de loop van de tijd zijn deze wel flink verbouwd. Rozewerf kent net als Grotewerf nog het meest oorspronkelijke uiterlijk van deze oude bewoning waardoor het nog de karakteristieke en monumentale panden heeft. Rozewerf is een kleine buurtschap en de huizen staat ook erg dicht op elkaar, er is smalle doorgang door de buurtschap. Rozewerf ligt echt maar net aan de dijk die het beschermt van het water, ooit de Zuiderzee thans het Markermeer. Rozewerf lag van oorsprong niet aan het water maar in de loop der tijd is een deel van het eiland verzwolgen door de zee. Waaronder een aantal werven.
Zo ook de Kloosterwerf die ergens tussen Rozewerf en verderop gelegen Moeniswerf zou gelegen hebben. Het Zereiderpad waarmee Rozewerf verbonden is met Grotewerf was meer dan waarschijnlijk ooit de verbinding van de Monnikenwerf (thans onderdeel van Kerkbuurt) met Kloosterwerf. Deze twee werven waren de oorspronkelijke terpen die de in 13e eeuw gevestigde monniken op het eiland opwierpen. Later is het pas dus de zuidelijke bewoonde werven met elkaar gaan verbinden. Het gebied rondom Rozewerf, en soms de terp stond lang ook ieder jaar een paar keer onder water nadat het aan zee kwam te liggen. Uiteindelijk werd een lage dijk aangelegd waardoor er alleen bij wat grotere stormen water oversloeg. Sinds de aanleg van de Afsluitdijk heeft men daar ook geen last meer van. Wel heeft men last van het kruiende ijs in de winter. Daarom staan er ook ijsbrekers net buiten de dijk in het Markermeer.

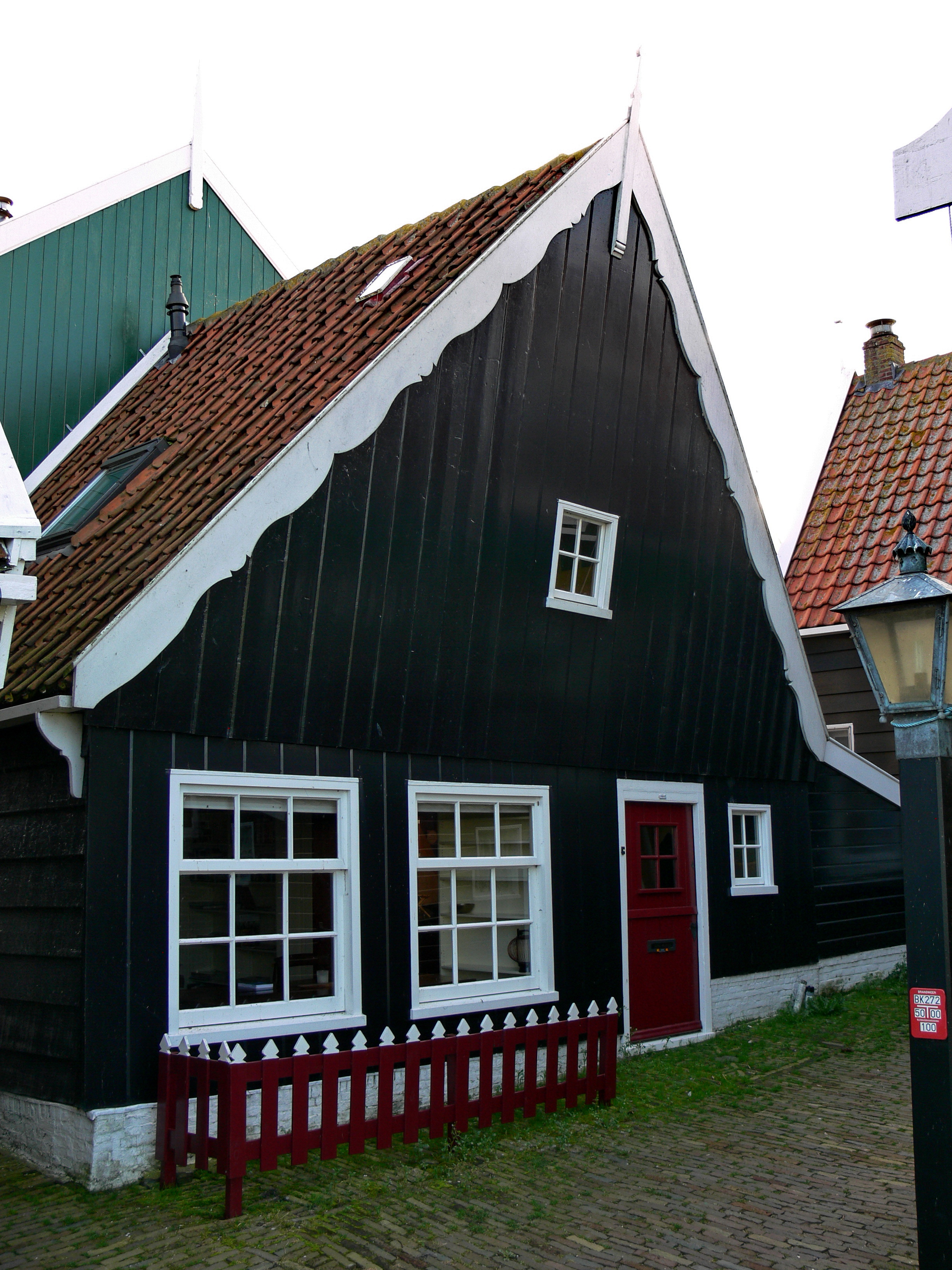
Een van de monumentale panden in Rozewerf

Stad: Monnickendam

Dorpen en gehuchten: Broek in Waterland · Ilpendam · Katwoude · Marken · Purmer (De Purmer) (deels) · Uitdam · Watergang · Zuiderwoude

Buurtschappen: Achterdichting · De Kets · Grotewerf · Havenbuurt · Het Schouw (deels) · Kerkbuurt · Minnebuurt · Moeniswerf · Overleek · Rozewerf · Wittewerf · Zedde

Noord-Holland: Steden en dorpen in Noord-Holland      Nederland: Provincies · Gemeenten